# Константин Месопотамит
Константин Месопотамит (на гръцки: Κωνσταντῖνος Μεσοποταμίτης) е висш византийски чиновник, de facto пръв министър при императорите Исак II Ангел и Алексий III Ангел от 1193 до 1197 година. Константин е солунски архиепископ от около 1197 до около 1227 година, но между 1204 и 1224 година е в изгнание, тъй като градът е окупиран от латинците от Четвъртия кръстоносен поход. Възстановен на катедрата си след завоюването на града от Епирското деспотство, Константин отказва да короняса владетеля му Теодор Комнин за император и отново напуска катедрата си. Той е колега и кореспондент на историка Никита Хониат и може би е поръчал някои от творбите му.

## Биография
Месопотамитите, семейството на Константин, се появяват в края на XI век и вероятно произхождат или от Месопотамос или от някое друго селище, наречено Месопотамия (Междуречие). Една от първите му държавни служби е посланик в Генуезката република около 1189 г., за да води преговори за договор. Когато Месопотамит се връща в Константинопол с генуезкия си колега Симоне Буферио, за да ратифицират договора, се оказва, че той е надхвърлил мандата си и това води до временен провал на преговорите.

### При Исак II Ангел
В 1193 година, въпреки силната си младост – Никита Хониат го нарича подигравателно „малко момче... по-малко от година след като е оставил перото и мастилото [тоест напуснал училище]“ - той е избран от император Исак II Ангел (1185 – 1195) за наследник на вуйчо му и пръв министър Теодор Кастамонит, който получава удар и скоро след това умира. Константин получава длъжността каниклий, тоест пазител на мастилницата, и бързо успява да постави императора изцяло под свое влияние. Според Хониат той упражнява власт по-голяма дори от тази на предшественика му, а историкът Чарлз Бранд смята, че Константин „комбинира умение и хитрост с истински способности за ръководство на делата“. През този период Месопотамит получава и една похвална реч от Никифор Хрисоверг.
Контролът на Месопотамит над администрацията е осигурен чрез ефективно изолиране на императора от обществените дела, включително и премахване на склонността на Исак лично да води военните кампании. Подобно на Кастамонит, Месопотамит е успява да изключи двора и аристокрацията от властта. В резултат той е изключително мразен от благородниците, които правят заговор срещу Исак. През април 1195 година по-старият брат на Исак Алексий (1195 – 1203) с подкрепата на аристокрацията овладява престола, докато Исак е на лов. Исак е заловен, ослепен и затворен в дворец край Златния рог.

### При Алексий III Ангел
Едно от първите дела на новия император е уволнението на Месопотамит, но тъй като новият режим бързо се изражда в обикновен обир на държавната хазна и открита продажба на държавни длъжности, императрица Ефросина Дукина Каматерина се намесва и осигурява връщането му на власт, вероятно в края на 1195 година. Със старата си длъжност на каниклий, Месопотамит бързо се връща на същата доминантна позиция, която има при Исак. Императорският зет Андроник Кондостефан и братът на императрицата Василий Каматир губят власт, докато Месопотамит става в очите на Алексий „рогът на изобилието и купата на добродетелите“. Въпреки това разказът на Хониат показва, че Месопотамит успява да подобри администрацията.
В отговор през лятото на 1196 година Каматир и Кондостефан обвиняват императрицата в прелюбодейство с някой си Ватаци, осиновен син на Алексий III. Императорът нарежда Ватаци да бъде екзекутиран, а два месеца по-късно императрицата е изпратена в манастира „Нематарея“. Заточението ѝ обаче не се посреща добре о обществото и роднините и поддръжниците ѝ, най-вече Месопотамит, успяват да издействат помилването ѝ шест месеца по-късно, през март 1197 година. Тя бързо възстановява влиянието си над съпруга си и заедно с нея Месопотамит е в зенита на своята мощ. Както пише Хониат, той вече сметнал титлата каниклий за недостатъчна и поискал да му бъде повишен църковния ранг от лектор на дякон. Церемонията се води лично от патриарх Георгий II Ксифилин, като на Месопотамит му е даден примат пред другите дякони. Дадено му е и разрешение да продължи да служи в светската администрация, нещо което не е позволено на клира.
Така позициите на Месопотамит става изключително силни. Както пише Хониат, той успява да държи „църквата в лявата си ръка и... двореца в дясната“. Новите му църковни задължение изискват да напусне императорския дворец и той се опитва да осигури позициите си като поставя в двореца двамата си братя, които трябва да държат съперниците му настрана от Алексий. Но както отбелязва Хониат, той се е издигнал толкова високо, че може сапо да пада. Скоро след получаването на титлата дякон, Месопотамит става архиепископ на Солун. Той напуска столицата само за ръкополагането си, но отсъствието му от двореца е използвано от враговете му. Начело с великия дух Михаил Стрифно, потъналия в корупция основен съперник на Месопотамит, те успяват да убедят Алексий да го уволни заедно с братята му от всички длъжности. Постът му каниклий е наследено от Теодор Ириник. Патриархът повдига обвинения срещу Месопотамит пред Синода - откровено неверни и дребни, според Хониат - и Месопотамит е уволнен и от всичките си църковни постове. Солунската катедра е поета от Йоан Хрисант, но Месопотамит скоро си я връща и остава на нея до нашествието на кръстоносците от Четвъртия поход в 1204 година.

### Късен живот
По време на изгнанието си е заловен от пирати, преди да успее да намери убежище в Епирското деспотство, основано от Михаил I Комнин около 1206/7 г. Месопотамит е възстановен на катедрата в Солун, след завоюването на града от Теодор Комнин в 1224 година. Но когато Теодор поисква от него да бъде коронясан за император, Месопотамит отказва от лоялност към намиращия се в изгнание в Никейската империя патриарх Герман II Константинополски и сам заминава в изгнание. Теодор е коронясан от лоялния му охридски архиепископ Димитър Хоматиан някъде през април - август 1227 година и очевидно по това време Месопотамит е бил напуснал катедрата си. Солунската катедра изглежда остава вакантна известно време, донякъде след 1230 година, когато е назначен български епископ, вероятно наречен Михаил Пратан (Палатан), в резултат на последвалата Клокотнишката битка доминация на България над остатъчното Солунско кралство.
Месопотамит след 1204 година също така поддържа кореспонденция с Хониат. От техните писма, както и от споменаванията на Месопотамит в „Историята“ на Хониат, става ясно, че те са поддържали близки връзки, и че Месопотамит е бил един от източниците на Хониат за книгата му. Месопотамит е притежател на „Догматична паноплия“ на Хоматиан и очевиден получател на ранната версия на „Историята“, което обяснява рядкото му споменаване по име и липсата на острата критика от по-късните версии.